# Raffaele Pienovi
Raffaele Pienovi (Genova, 1779 – Genova, 3 luglio 1870) è stato un imprenditore, mediatore, commerciante e impresario italiano di origine genovese. Non è da confondersi con l'omonimo Raffaele Pienovi partecipe della spedizione dei Mille.

## Biografia
I genitori erano Carlo Pienovi, genovese, e Paola Massucco (genovese della vicina frazione di Albaro); dei numerosi figli di questa coppia (Angelo, n. 1774 - Raffaele, n. 1779 - Maria Giovanna, n. 1781 - Maria ANtonia n. 1784 - Antonio, n. 1785 - Anna Maria, n. 1788 - G.B. Gaetano, n. 1789 - Anna, n. 1790 - Rosa, n. 1793), Raffaele era uno dei primi figli, ed era fratello di Angelo Pienovi, pittore che inizia la sua attività in Genova e che in epoca napoleonica si trasferisce in Canada.
Raffaele prosegue l'iniziale professione paterna, quella di mediatore, arricchita da nuovi contatti, sempre pronto a cogliere le nuove occasioni nel campo degli affari. Le conoscenze e le relazioni di famiglia erano state allargate alla fine del secolo precedente dalle attività del fratello pittore, Angelo, legato in rapporti di amicizia col marchese Gio Carlo Pallavicino.
Raffaele Pienovi partecipa come finanziatore e speculatore alla realizzazione dei nuovi quartieri residenziali sulla collina, via Assarotti, asse viario che viene impostato a partire dal 1853, sul tracciato del piano di ampliamento urbano progettato dall'architetto Carlo Barabino nel 1825.

## La tomba di Raffaele Pienovi

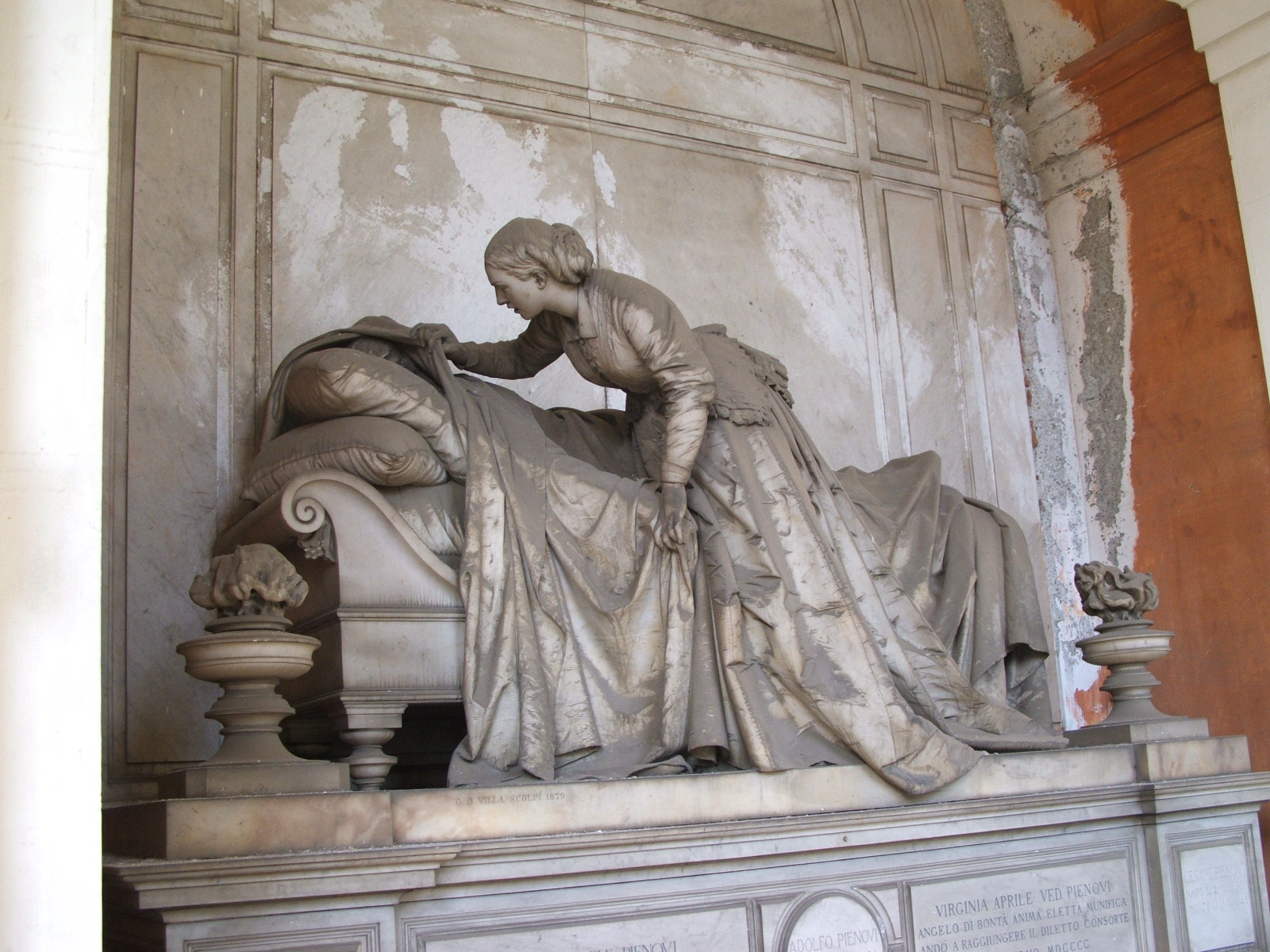

Raffaele Pienovi, rimasto vedovo della prima moglie Elisabetta, madre di vari figli, a ottant'anni sposa in seconde nozze Virgina Aprile, di circa sessant'anni più giovane.

Raffaele muore nella sua casa di via Garibaldi (si era trasferito in questa più prestigiosa via dalla casa di via dei Giustiniani), assistito dal medico Arata (figlio del mazziniano chirurgo Fortunato Arata).

Era il 1870, ed era ormai ultranovantenne. La seconda moglie al momento della sua morte fece realizzare per lui la famosa tomba Pienovi, nel Cimitero monumentale di Staglieno, nota per l'originale composizione eseguita dallo scultore Giovanni Battista Villa, che raffigura la giovane consorte nell'atto di scoprire il lenzuolo che copre il defunto. Si trova nel portico delle celebrità cittadine, accanto alla chiesa-pantheon di barabiniano progetto.